# Estádio Yanggakdo
Estádio Yanggakdo é um estádio multi-uso localizado em Pyongyang, a capital da Coreia do Norte. É utilizado principalmente para jogos de futebol, tem capacidade para 30.000 pessoas e foi inaugurado em 1989.
É a casa do Capital Army F.C..